# U-21-Fußball-Europameisterschaft 2021
Die Endrunde der 23. U-21-Fußball-Europameisterschaft 2021 sollte ursprünglich im Juni 2021 in Slowenien und Ungarn stattfinden. Als Gastgeber waren die slowenische und die ungarische Mannschaft automatisch für die Endrunde der letzten 16 Teams qualifiziert. Alle anderen 53 UEFA-Mitglieder nahmen an der Qualifikation teil. Es durften Spieler teilnehmen, die am oder nach dem 1. Januar 1998 geboren wurden.
Aufgrund der COVID-19-Pandemie beschloss die UEFA am 17. Juni 2020, den Wettbewerb in zwei Phasen durchzuführen: Die Gruppenspiele fanden von 24. bis zum 31. März 2021 statt, die Finalrunde vom 31. Mai bis zum 6. Juni 2021.

## Qualifikation
Die 53 Mannschaften spielten in acht Gruppen à sechs Mannschaften und eine Gruppe mit fünf Mannschaften jeweils ein Hin- und Rückspiel. Die neun Gruppensieger und der beste Gruppenzweite hätten sich für die Endrunde qualifizieren sollen, während die anderen acht Gruppenzweiten in den Play-offs mit Hin- und Rückspiel gegeneinander hätten antreten sollen, um die vier verbleibenden Teilnehmer zu ermitteln. Aufgrund der COVID-19-Pandemie, die eine Terminverschiebung verursachte, wurden die Play-off-Spiele gestrichen. Stattdessen qualifizierten sich die fünf besten Gruppenzweiten direkt für die Endrunde. Die Mannschaften Ungarns und Sloweniens nahmen als Veranstalter direkt teil.
Die Gruppenspiele der Qualifikation fanden im Zeitraum vom 18. März 2019 bis zum 17. November 2020 statt.

## Modus
Die erstmals 16 Mannschaften im Wettbewerb einer U-21-Fußball-Europameisterschaftsendrunde wurden vorab in vier Gruppen à vier Mannschaften eingeteilt. Die Gruppensieger und Gruppenzweiten erreichten das Viertelfinale. Ab dieser Runde ging es im K.-o.-Format weiter. Bei Punktgleichheit mehrerer Mannschaften nach der Gruppenphase wurde die Platzierung nach folgenden Kriterien in dieser Reihenfolge ermittelt, wobei der Direkte Vergleich Vorrang hatte:
1. höhere Punktzahl aus den Direktbegegnungen der betreffenden Mannschaften
2. bessere Tordifferenz aus den Direktbegegnungen der betreffenden Mannschaften
3. größere Anzahl erzielter Tore aus den Direktbegegnungen der betreffenden Mannschaften
4. wenn nach der Anwendung der Kriterien 1 bis 3 immer noch mehrere Mannschaften denselben Platz belegen, werden die Kriterien 1 bis 3 erneut angewendet, jedoch ausschließlich auf die Direktbegegnungen der betreffenden Mannschaften, um deren definitive Platzierung zu bestimmen. Führt dieses Vorgehen keine Entscheidung herbei, werden die Kriterien 5 bis 8 angewendet
5. bessere Tordifferenz aus allen Gruppenspielen
6. größere Anzahl erzielter Tore aus allen Gruppenspielen
7. geringere Gesamtzahl an Strafpunkten auf der Grundlage der in allen Gruppenspielen erhaltenen gelben und roten Karten (rote Karte = 3 Punkte, gelbe Karte = 1 Punkt, Platzverweis nach zwei gelben Karten = 3 Punkte)
8. Platzierung in der U-21-Nationalmannschafts-Koeffizientenrangliste, die für die Auslosung der Endrunde verwendet wurde

Trafen zwei Mannschaften im letzten Gruppenspiel aufeinander, die dieselbe Anzahl Punkte, die gleiche Tordifferenz und dieselbe Anzahl Tore aufwiesen, und endete das betreffende Spiel unentschieden, wurde die endgültige Platzierung der beiden Teams durch Elfmeterschießen ermittelt, vorausgesetzt, dass keine andere Mannschaft derselben Gruppe nach Abschluss der Gruppenphase dieselbe Anzahl an Punkten hatte.

## Teilnehmer
Für die Endrunde hatten sich folgende Mannschaften qualifiziert:
| - Slowenien (Gastgeber) - Ungarn (Gastgeber) - Italien (Sieger Gruppe 1) - Island (Zweiter Gruppe 1) - Frankreich (Sieger Gruppe 2) - Schweiz (Zweiter Gruppe 2) - England (Sieger Gruppe 3) - Tschechien (Sieger Gruppe 4) | - Kroatien (Zweiter Gruppe 4) - Russland (Sieger Gruppe 5) - Spanien (Sieger Gruppe 6) - Niederlande (Sieger Gruppe 7) - Portugal (Zweiter Gruppe 7) - Dänemark (Sieger Gruppe 8) - Rumänien (Zweiter Gruppe 8) - Deutschland (Sieger Gruppe 9) |

## Auslosung
Die Auslosung fand am 10. Dezember 2020 in Nyon statt.
Gruppe A
- Ungarn
- Deutschland
- Rumänien
- Niederlande

Gruppe B
- Slowenien
- Spanien
- Tschechien
- Italien

Gruppe C
- Russland
- Island
- Frankreich
- Dänemark

Gruppe D
- Portugal
- Kroatien
- England
- Schweiz

## Spielorte

### Slowenien
| Celje |

| Koper |

| Ljubljana |

| Maribor |

| Celje |

| Koper |

| Ljubljana |

| Maribor |

### Ungarn
| Budapest |

| Győr |

| Székesfehérvár |

| Szombathely |

| Budapest |

| Győr |

| Székesfehérvár |

| Szombathely |

## Kader der deutschen U-21-Nationalmannschaft
Die folgenden Spieler standen im von Trainer Stefan Kuntz verantworteten Wettbewerbsaufgebot. Lukas Nmecha (drei Spiele) und Markus Schubert (ohne Einsatz) nahmen bereits an der EM 2019 teil. Youssoufa Moukoko war während der Vorrunde verletzungsbedingt nicht einsatzfähig. Aufgrund dieser Verletzung fiel er im Verein bis zum Saisonende und damit auch für die Finalrunde aus. Stephan Ambrosius zog sich Ende April 2021 einen Kreuzbandriss zu.
Im Vergleich zur Vorrunde wurden zudem Florian Krüger und Malick Thiaw nicht nominiert. Die vier Spieler wurden ersetzt durch Paul Jaeckel, Florian Wirtz, Karim Adeyemi und Janni Serra. Einen Tag nach der Nominierung des Kaders für die Finalrunde musste Maxim Leitsch seine Teilnahme verletzungsbedingt absagen. Er wurde durch Lars Lukas Mai ersetzt. Janni Serra fiel ebenfalls vor Beginn der Finalrunde aus, woraufhin Shinta Appelkamp in das Team rückte.
| Position            | Nr. | Name                 | Verein (Liga)                        | Geburtsdatum  | Spiele       | Tore         |
| ------------------- | --- | -------------------- | ------------------------------------ | ------------- | ------------ | ------------ |
| Tor                 | 12  | Finn Dahmen          | 1. FSV Mainz 05 (Bundesliga)         | 27. März 1998 | 6            | 0            |
| Tor                 | 23  | Lennart Grill        | Bayer 04 Leverkusen (Bundesliga)     | 25. Jan. 1999 | ohne Einsatz | ohne Einsatz |
| Tor                 | 01  | Markus Schubert      | Eintracht Frankfurt (Bundesliga)     | 12. Juni 1998 | ohne Einsatz | ohne Einsatz |
| Abwehr              | 14  | Stephan Ambrosius VR | Hamburger SV (2. Bundesliga)         | 18. Dez. 1998 | ohne Einsatz | ohne Einsatz |
| Abwehr              | 14  | Paul Jaeckel FR      | SpVgg Greuther Fürth (2. Bundesliga) | 22. Juli 1998 | 1            | 0            |
| Abwehr              | 15  | Ismail Jakobs        | 1. FC Köln (Bundesliga)              | 17. Aug. 1999 | 5            | 0            |
| Abwehr              | 19  | Maxim Leitsch VR     | VfL Bochum (2. Bundesliga)           | 18. Mai 1998  | ohne Einsatz | ohne Einsatz |
| Abwehr              | 19  | Lars Lukas Mai FR    | SV Darmstadt 98 (2. Bundesliga)      | 31. März 2000 | 1            | 0            |
| Abwehr              | 05  | Amos Pieper          | Arminia Bielefeld (Bundesliga)       | 17. Jan. 1998 | 6            | 0            |
| Abwehr              | 03  | David Raum           | SpVgg Greuther Fürth (2. Bundesliga) | 22. Apr. 1998 | 6            | 0            |
| Abwehr              | 04  | Nico Schlotterbeck   | 1. FC Union Berlin (Bundesliga)      | 1. Dez. 1999  | 6            | 0            |
| Abwehr              | 16  | Malick Thiaw VR      | FC Schalke 04 (Bundesliga)           | 8. Aug. 2001  | ohne Einsatz | ohne Einsatz |
| Abwehr              | 02  | Josha Vagnoman       | Hamburger SV (2. Bundesliga)         | 11. Dez. 2000 | 4            | 0            |
| Mittelfeld/ Sturm   | 18  | Karim Adeyemi FR     | FC Red Bull Salzburg (Bundesliga)    | 18. Jan. 2002 | 3            | 0            |
| Mittelfeld/ Sturm   | 16  | Shinta Appelkamp FR  | Fortuna Düsseldorf (2. Bundesliga)   | 1. Nov. 2000  | ohne Einsatz | ohne Einsatz |
| Mittelfeld/ Sturm   | 21  | Ridle Baku           | VfL Wolfsburg (Bundesliga)           | 8. Apr. 1998  | 6            | 2            |
| Mittelfeld/ Sturm   | 11  | Mërgim Berisha       | FC Red Bull Salzburg (Bundesliga)    | 11. Mai 1998  | 6            | 0            |
| Mittelfeld/ Sturm   | 09  | Jonathan Burkardt    | 1. FSV Mainz 05 (Bundesliga)         | 11. Juli 2000 | 5            | 1            |
| Mittelfeld/ Sturm   | 06  | Niklas Dorsch        | KAA Gent (Division 1A)               | 15. Jan. 1998 | 5            | 0            |
| Mittelfeld/ Sturm   | 20  | Vitaly Janelt        | FC Brentford (EFL Championship)      | 10. Mai 1998  | 4            | 0            |
| Mittelfeld/ Sturm   | 22  | Mateo Klimowicz      | VfB Stuttgart (Bundesliga)           | 6. Juli 2000  | 3            | 0            |
| Mittelfeld/ Sturm   | 18  | Florian Krüger VR    | FC Erzgebirge Aue (2. Bundesliga)    | 13. Feb. 1999 | 1            | 0            |
| Mittelfeld/ Sturm   | 08  | Arne Maier           | Arminia Bielefeld (Bundesliga)       | 8. Jan. 1999  | 6            | 0            |
| Mittelfeld/ Sturm   | 07  | Youssoufa Moukoko VR | Borussia Dortmund (Bundesliga)       | 20. Nov. 2004 | ohne Einsatz | ohne Einsatz |
| Mittelfeld/ Sturm   | 10  | Lukas Nmecha         | RSC Anderlecht (Division 1A)         | 14. Dez. 1998 | 6            | 4            |
| Mittelfeld/ Sturm   | 13  | Salih Özcan          | 1. FC Köln (Bundesliga)              | 11. Jan. 1998 | 4            | 0            |
| Mittelfeld/ Sturm   | 17  | Anton Stach          | SpVgg Greuther Fürth (2. Bundesliga) | 15. Nov. 1998 | 4            | 0            |
| Mittelfeld/ Sturm   | 07  | Florian Wirtz FR     | Bayer 04 Leverkusen (Bundesliga)     | 3. Mai 2003   | 3            | 2            |
| Stand: 6. Juni 2021 |     |                      |                                      |               |              |              |

## Kader der Schweizer U-21-Nationalmannschaft
Die folgenden Spieler standen im von Trainer Mauro Lustrinelli verantworteten Wettbewerbsaufgebot.
| Position   | Nr. | Name                 | Verein (Liga)                              | Geburtsdatum  | Spiele       | Tore         |
| ---------- | --- | -------------------- | ------------------------------------------ | ------------- | ------------ | ------------ |
| Tor        | 01  | Philipp Köhn         | FC Wil (Challenge League)                  | 2. Apr. 1998  | ohne Einsatz | ohne Einsatz |
| Tor        | 12  | Timothy Fayulu       | FC Sion (Super League)                     | 24. Juli 1999 | ohne Einsatz | ohne Einsatz |
| Tor        | 21  | Anthony Racioppi     | FCO Dijon (Ligue 1)                        | 31. Dez. 1998 | 3            | 0            |
| Abwehr     | 03  | Silvan Sidler        | FC Luzern (Super League)                   | 7. Juli 1998  | 1            | 0            |
| Abwehr     | 04  | Jan Bamert           | FC Sion (Super League)                     | 9. März 1998  | 2            | 0            |
| Abwehr     | 05  | Cédric Zesiger       | BSC Young Boys (Super League)              | 24. Juni 1998 | 2            | 0            |
| Abwehr     | 07  | Kevin Rüegg          | Hellas Verona (Serie A)                    | 5. Aug. 1998  | 3            | 0            |
| Abwehr     | 15  | Leonidas Stergiou    | FC St. Gallen (Super League)               | 3. März 2002  | 1            | 0            |
| Abwehr     | 20  | Miro Muheim          | FC St. Gallen (Super League)               | 24. März 1998 | 2            | 0            |
| Abwehr     | 23  | Jordan Lotomba       | OGC Nizza (Ligue 1)                        | 29. Sep. 1998 | 3            | 0            |
| Mittelfeld | 02  | Jasper van der Werff | FC Basel (Super League)                    | 9. Dez. 1998  | 2            | 0            |
| Mittelfeld | 06  | Toni Domgjoni        | FC Zürich (Super League)                   | 4. Sep. 1998  | 3            | 0            |
| Mittelfeld | 08  | Bastien Toma         | KRC Genk (Division 1A)                     | 24. Juni 1999 | 3            | 0            |
| Mittelfeld | 10  | Petar Pušić          | Grasshopper Club Zürich (Challenge League) | 25. Jan. 1999 | 1            | 0            |
| Mittelfeld | 13  | Fabian Rieder        | BSC Young Boys (Super League)              | 16. Feb. 2002 | 1            | 0            |
| Mittelfeld | 16  | Simon Sohm           | Parma Calcio (Serie A)                     | 11. Apr. 2001 | 1            | 0            |
| Mittelfeld | 17  | Kastriot Imeri       | Servette FC (Super League)                 | 27. Juni 2000 | 3            | 1            |
| Mittelfeld | 22  | Alexandre Jankewitz  | FC Southampton (Premier League)            | 25. Dez. 2001 | 3            | 0            |
| Sturm      | 09  | Jérémy Guillemenot   | FC St. Gallen (Super League)               | 6. Jan. 1998  | 3            | 0            |
| Sturm      | 11  | Andi Zeqiri          | Brighton & Hove Albion (Premier League)    | 22. Juni 1999 | 3            | 0            |
| Sturm      | 14  | Dan Ndoye            | OGC Nizza (Ligue 1)                        | 25. Okt. 2000 | 3            | 1            |
| Sturm      | 18  | Filip Stojilković    | FC Aarau (Challenge League)                | 4. Jan. 2000  | ohne Einsatz | ohne Einsatz |
| Sturm      | 19  | Felix Mambimbi       | BSC Young Boys (Super League)              | 18. Jan. 2001 | 3            | 0            |

## Vorrunde

### Gruppe A
| Pl. | Land        | Sp. | S | U | N | Tore    | Diff. | Punkte |
| --- | ----------- | --- | - | - | - | ------- | ----- | ------ |
| 1.  | Niederlande | 3   | 1 | 2 | 0 | 008:300 | +5    | 05     |
| 2.  | Deutschland | 3   | 1 | 2 | 0 | 004:100 | +3    | 05     |
| 3.  | Rumänien    | 3   | 1 | 2 | 0 | 003:200 | +1    | 05     |
| 4.  | Ungarn      | 3   | 0 | 0 | 3 | 002:110 | −9    | 0      |

|                                                |   |             |           |
| Mi., 24. März 2021 um 21 Uhr in Budapest       |   |             |           |
| Rumänien                                       | – | Niederlande | 1:1 (1:1) |
| Mi., 24. März 2021 um 21 Uhr in Székesfehérvár |   |             |           |
| Ungarn                                         | – | Deutschland | 0:3 (0:0) |
| Sa., 27. März 2021 um 18 Uhr in Budapest       |   |             |           |
| Ungarn                                         | – | Rumänien    | 1:2 (0:0) |
| Sa., 27. März 2021 um 21 Uhr in Székesfehérvár |   |             |           |
| Deutschland                                    | – | Niederlande | 1:1 (0:0) |
| Di., 30. März 2021 um 18 Uhr in Székesfehérvár |   |             |           |
| Niederlande                                    | – | Ungarn      | 6:1 (1:0) |
| Di., 30. März 2021 um 18 Uhr in Budapest       |   |             |           |
| Deutschland                                    | – | Rumänien    | 0:0       |

### Gruppe B
| Pl. | Land       | Sp. | S | U | N | Tore    | Diff. | Punkte |
| --- | ---------- | --- | - | - | - | ------- | ----- | ------ |
| 1.  | Spanien    | 3   | 2 | 1 | 0 | 005:000 | +5    | 07     |
| 2.  | Italien    | 3   | 1 | 2 | 0 | 005:100 | +4    | 05     |
| 3.  | Tschechien | 3   | 0 | 2 | 1 | 002:400 | −2    | 02     |
| 4.  | Slowenien  | 3   | 0 | 1 | 2 | 001:800 | −7    | 01     |

|                                            |   |            |           |
| Mi., 24. März 2021 um 18:00 Uhr in Maribor |   |            |           |
| Slowenien                                  | – | Spanien    | 0:3 (0:0) |
| Mi., 24. März 2021 um 18:00 Uhr in Celje   |   |            |           |
| Tschechien                                 | – | Italien    | 1:1 (0:1) |
| Sa., 27. März 2021 um 18:00 Uhr in Celje   |   |            |           |
| Slowenien                                  | – | Tschechien | 1:1 (1:0) |
| Sa., 27. März 2021 um 21:00 Uhr in Maribor |   |            |           |
| Spanien                                    | – | Italien    | 0:0       |
| Di., 30. März 2021 um 21:00 Uhr in Maribor |   |            |           |
| Italien                                    | – | Slowenien  | 4:0 (3:0) |
| Di., 30. März 2021 um 21:00 Uhr in Celje   |   |            |           |
| Spanien                                    | – | Tschechien | 2:0 (0:0) |

### Gruppe C
| Pl. | Land       | Sp. | S | U | N | Tore    | Diff. | Punkte |
| --- | ---------- | --- | - | - | - | ------- | ----- | ------ |
| 1.  | Dänemark   | 3   | 3 | 0 | 0 | 006:000 | +6    | 09     |
| 2.  | Frankreich | 3   | 2 | 0 | 1 | 004:100 | +3    | 06     |
| 3.  | Russland   | 3   | 1 | 0 | 2 | 004:600 | −2    | 03     |
| 4.  | Island     | 3   | 0 | 0 | 3 | 001:800 | −7    | 0      |

|                                                |   |            |           |
| Do., 25. März 2021 um 18:00 Uhr in Szombathely |   |            |           |
| Russland                                       | – | Island     | 4:1 (3:0) |
| Do., 25. März 2021 um 21:00 Uhr in Győr        |   |            |           |
| Frankreich                                     | – | Dänemark   | 0:1 (0:0) |
| So., 28. März 2021 um 15:00 Uhr in Győr        |   |            |           |
| Island                                         | – | Dänemark   | 0:2 (0:2) |
| So., 28. März 2021 um 21:00 Uhr in Szombathely |   |            |           |
| Russland                                       | – | Frankreich | 0:2 (0:2) |
| Mi., 31. März 2021 um 18:00 Uhr in Győr        |   |            |           |
| Dänemark                                       | – | Russland   | 3:0 (2:0) |
| Mi., 31. März 2021 um 18:00 Uhr in Szombathely |   |            |           |
| Island                                         | – | Frankreich | 0:2 (0:2) |

### Gruppe D
| Pl. | Land     | Sp. | S | U | N | Tore    | Diff. | Punkte |
| --- | -------- | --- | - | - | - | ------- | ----- | ------ |
| 1.  | Portugal | 3   | 3 | 0 | 0 | 006:000 | +6    | 09     |
| 2.  | Kroatien | 3   | 1 | 0 | 2 | 004:500 | −1    | 03     |
| 3.  | Schweiz  | 3   | 1 | 0 | 2 | 003:600 | −3    | 03     |
| 4.  | England  | 3   | 1 | 0 | 2 | 002:400 | −2    | 03     |

|                                              |   |          |           |
| Do., 25. März 2021 um 15:00 Uhr in Koper     |   |          |           |
| England                                      | – | Schweiz  | 0:1 (0:0) |
| Do., 25. März 2021 um 21:00 Uhr in Koper     |   |          |           |
| Portugal                                     | – | Kroatien | 1:0 (0:0) |
| So., 28. März 2021 um 18:00 Uhr in Koper     |   |          |           |
| Kroatien                                     | – | Schweiz  | 3:2 (1:0) |
| So., 28. März 2021 um 21:00 Uhr in Ljubljana |   |          |           |
| Portugal                                     | – | England  | 2:0 (0:0) |
| Mi., 31. März 2021 um 18:00 Uhr in Ljubljana |   |          |           |
| Schweiz                                      | – | Portugal | 0:3 (0:1) |
| Mi., 31. März 2021 um 18:00 Uhr in Koper     |   |          |           |
| Kroatien                                     | – | England  | 1:2 (0:1) |

## Finalrunde

### Viertelfinale
|                                                  |   |             |                                |
| Mo., 31. Mai 2021 um 18:00 Uhr in Budapest       |   |             |                                |
| Niederlande                                      | – | Frankreich  | 2:1 (0:1)                      |
| Mo., 31. Mai 2021 um 18:00 Uhr in Maribor        |   |             |                                |
| Spanien                                          | – | Kroatien    | 2:1 n. V. (1:1, 0:0)           |
| Mo., 31. Mai 2021 um 21:00 Uhr in Székesfehérvár |   |             |                                |
| Dänemark                                         | – | Deutschland | 2:2 n. V. (1:1, 0:0) 5:6 i. E. |
| Mo., 31. Mai 2021 um 21:00 Uhr in Ljubljana      |   |             |                                |
| Portugal                                         | – | Italien     | 5:3 n. V. (3:3, 2:1)           |

### Halbfinale
|                                                  |   |             |           |
| Do., 3. Juni 2021 um 18:00 Uhr in Maribor        |   |             |           |
| Spanien                                          | – | Portugal    | 0:1 (0:0) |
| Do., 3. Juni 2021 um 21:00 Uhr in Székesfehérvár |   |             |           |
| Niederlande                                      | – | Deutschland | 1:2 (0:2) |

### Finale
|                                             |   |          |           |
| So., 6. Juni 2021 um 21:00 Uhr in Ljubljana |   |          |           |
| Deutschland                                 | – | Portugal | 1:0 (0:0) |

## Beste Torschützen
Nachfolgend aufgelistet sind die Torschützen der Endrunde, die mindestens zwei Tore erzielt haben.
| Rang | Spieler             | Tore | Spielminuten |
| ---- | ------------------- | ---- | ------------ |
| 1    | Lukas Nmecha        | 4    | 442          |
| 2    | Patrick Cutrone     | 3    | 251          |
|      | Dany Mota           | 3    | 257          |
|      | Myron Boadu         | 3    | 333          |
|      | Javi Puado          | 3    | 382          |
| 7    | Dani Gómez          | 2    | 34           |
|      | Francisco Conceição | 2    | 178          |
|      | Florian Wirtz       | 2    | 221          |
|      | Francisco Trincão   | 2    | 168          |
|      | Cody Gakpo          | 2    | 198          |
|      | Anders Dreyer       | 2    | 256          |
|      | Gianluca Scamacca   | 2    | 265          |
|      | Odsonne Édouard     | 2    | 272          |
|      | Luka Ivanušec       | 2    | 390          |
|      | Ridle Baku          | 2    | 527          |
|      | Perr Schuurs        | 2    | 450          |

Anmerkung: Das Tor von Florian Wirtz im Halbfinale zum 1:0 gegen die Niederlande nach 29 Sekunden ist das schnellste Tor der U-21-EM-Geschichte.

## Schiedsrichter
Die UEFA nominierte zunächst für die Gruppenphase zwölf Schiedsrichtertrios, bestehend aus jeweils einem Hauptschiedsrichter und zwei Assistenten. Zudem wurden vier Schiedsrichter nominiert, die ausschließlich in der Rolle als Vierter Offizieller eingesetzt werden konnten. Im Unterschied zur vorherigen Turnierausgabe kam in den Spielen nicht der Videobeweis zum Einsatz.
| Land                    | Schiedsrichter                                            | Schiedsrichterassistenten                               | Anmerkung  |
| ----------------------- | --------------------------------------------------------- | ------------------------------------------------------- | ---------- |
| Spanien                 | Ricardo de Burgos Bengoetxea 1 Guillermo Cuadra Fernández | José Enrique Naranjo Pérez Íñigo Prieto López de Cerain |            |
| Polen                   | Bartosz Frankowski                                        | Jakub Winkler Dawid Igor Golis                          |            |
| Niederlande             | Dennis Higler                                             | Johan Balder Joost van Zuilen                           |            |
| Belgien                 | Lawrence Visser                                           | Rien Vanyzere 1 Thibaud Nijssen Ruben Wyns              |            |
| Georgien                | Giorgi Kruaschwili                                        | Lewan Waramischwili Sasa Pipia                          | Finale     |
| Frankreich              | François Letexier                                         | Cyril Mugnier Mehdi Rahmouni                            |            |
| Italien                 | Maurizio Mariani                                          | Alberto Tegoni Daniele Bindoni                          |            |
| Türkei                  | Halil Umut Meler                                          | Ibrahim Çağlar Uyarcan Mustafa Emre Eyisoy              |            |
| Deutschland             | Harm Osmers                                               | Eduard Beitinger Dominik Schaal                         |            |
| Schweden                | Glenn Nyberg                                              | Mahbod Beigi Andreas Söderkvist                         | Halbfinale |
| Bosnien und Herzegowina | Irfan Peljto                                              | Davor Beljo Senad Ibrišimbegović                        |            |
| Schweiz                 | Sandro Schärer                                            | Stéphane De Almeida Bekim Zogaj                         | Halbfinale |

Vierte Offizielle
- Irakli Kwirikaschwili
- Espen Eskås
- Rade Obrenović
- Horațiu Feșnic
- Ádám Farkas

## Übertragung und Berichterstattung

### Deutschland
Im Januar 2019 wurde bekannt, dass Seven.One Sports, die Sportrechteagentur von ProSiebenSat.1 Media, mit dem Deutschen Fußball-Bund einen Übertragungsrechtevertrag abgeschlossen hat. Folglich wurden alle Qualifikationsspiele der deutschen Mannschaft zur Europameisterschaft 2021 bei den frei empfangbaren Sendern ProSieben Maxx (sieben Spiele) und ProSieben (ein Spiel) im Rahmen der Fernsehsendung ran Fußball übertragen. Parallel wurden sie ebenfalls auf der Sport-Website ran.de gesendet.
Seven.One Sports sicherte sich ebenfalls die Übertragungsrechte an den Spielen der Endrunde 2021. Die Vereinbarung mit der UEFA wurde Anfang Februar 2021 bekannt. Während alle Spiele mit deutscher Beteiligung auf ProSieben übertragen wurden, wurden fast alle anderen Spiele auf ProSieben Maxx gesendet. Zudem waren alle 31 Spiele auf ran.de zu sehen.
Aufgrund der COVID-19-Pandemie wurden die Übertragungen aus Fernsehstudios in Unterföhring moderiert und kommentiert.
| und                  | und                                                | und                                                | und                                             | und                                             |
| Funktion             | Vorrunde                                           | Vorrunde                                           | Finalrunde                                      | Finalrunde                                      |
| -------------------- | -------------------------------------------------- | -------------------------------------------------- | ----------------------------------------------- | ----------------------------------------------- |
| Studio-Moderatoren   | Christian Düren                                    | Anna Kraft                                         | Christian Düren                                 | Anna Kraft                                      |
| Studio-Experten      | René Adler                                         | Markus Feulner                                     | René Adler                                      | Markus Babbel                                   |
| Vor-Ort-Reporter     | Max Zielke (in Ungarn) Lisa Hofmann (in Slowenien) | Max Zielke (in Ungarn) Lisa Hofmann (in Slowenien) | Max Zielke (Begleiter der DFB-Elf) Lisa Hofmann | Max Zielke (Begleiter der DFB-Elf) Lisa Hofmann |
| Studio-Reporter      | Icke Dommisch                                      | Icke Dommisch                                      | Icke Dommisch                                   | Icke Dommisch                                   |
| Studio-Kommentatoren | Matthias Stach Uwe Morawe Franz Büchner            | Matthias Stach Uwe Morawe Franz Büchner            | Uwe Morawe Franz Büchner                        | Uwe Morawe Franz Büchner                        |

ran.de übernahm bei Spielen, die gleichzeitig auf ProSieben oder ProSieben Maxx übertragen wurden, das Sendesignal und somit auch den Live-Kommentar. Bei Spielen, die nur auf ran.de gezeigt wurden, wurden entweder auf internationale, englische Kommentatoren zurückgegriffen oder ein deutscher Kommentator eingesetzt.

### Österreich
Der ORF sicherte sich die Übertragungsrechte für die Endrunde der Europameisterschaft 2021.

### Schweiz und Liechtenstein
Die SRG-SSR-Anstalten SRF, RTS, RSI sowie RTR sicherten sich ebenfalls die Übertragungsrechte für die Endrunde der Europameisterschaft 2021.
Für die Deutschschweiz wurden alle Spiele der Schweizer Nationalmannschaft sowie einige weitere Spiele auf SRF zwei übertragen. Alle 31 Spiele waren in Livestreams auf der Homepage oder in der App zu sehen. Die TV-Übertragungen wurden von Annette Fetscherin moderiert und von Reto Held kommentiert.
Während für die französische Schweiz einige Spiele im Fernsehen auf RTS 2 und in Livestreams auf RTS Sport gezeigt wurden, wurden für die italienische Schweiz einige Spiele im Fernsehen auf RSI LA 2 und in Livestreams auf RSI Sport übertragen.